# Jean-Luc Tardieu
Pour les articles homonymes, voir Tardieu.
Jean-Luc Tardieu, né en 1945 à Châteaubriant,, est un metteur en scène français, ancien directeur de la Maison de la Culture de la Loire-Atlantique.

## Biographie
En 1998, après 15 ans passés à la direction de la MCLA, un conflit politique l'opposa à la principale tutelle politique, le conseil général de Loire-Atlantique, qui fut condamné pour licenciement abusif. Le journal Libération fut condamné conjointement par le Tribunal de Paris, pour un article publié le 4 novembre 1998 sous la signature de Nicolas de la Casinière, à lui verser 2 000 000 francs (300 000 euros) de dommages et intérêts pour diffamation,,.

## Télévision
- 1977 : Au théâtre ce soir : L'Archipel Lenoir d'Armand Salacrou, mise en scène René Clermont, réalisation Pierre Sabbagh, théâtre Marigny
- 1979 : Faisons un opéra ou Le petit ramoneur (Let's make an opera or The little sweep) de Benjamin Britten, direction musicale de Patrick Juzeau, réalisation de Yvon Gérault, pour France 2 (Antenne 2).
- 1980 : Au théâtre ce soir : La Chambre mandarine de Robert Thomas, mise en scène Michel Roux, réalisation Pierre Sabbagh, théâtre Marigny
- 1981 : Tistou les pouces verts d'après Maurice Druon, musique d'Henri Sauguet, direction musicale de Jean-Claude Pennetier, réalisation de Mathias Ledoux, pour France 2 (Antenne 2).
- 1983 : Cocteau-Marais d'après Jean Cocteau, réalisation Jean-Marie Coldefy, avec Jean Marais.
- 1986 : Harold et Maude de Colin Higgins, adaptation de Jean-Claude Carrière, avec Denise Grey.
- 1990 : La Trilogie marseillaise Marius-Fanny-César, de Marcel Pagnol, réalisation de Georges Folgoas, avec Jean-Pierre Darras, Jacques Morel.
- 1992 : Edwige Feuillère en scène réalisation de Serge Moati, avec Edwige Feuillère.
- 1999 : La 13e Nuit des Molières retransmise en direct du théâtre des Champs-Élysées sur France 2, réalisation de Rémy Grumbach.
- 2000 : La 14e Nuit des Molières retransmise en direct de l'Opéra-Comique sur France 2, réalisation de Rémy Grumbach.
- 2001 : La 15e Nuit des Molières retransmise en direct du Théâtre Marigny, réalisation de Rémy Grumbach.
- 2002 : La 16e Nuit des Molières retransmise en direct du Théâtre Mogador, réalisation de Rémy Grumbach.
- 2002 : Le vent des peupliers de Gérald Sibleyras, réalisation Philippe Miquel, avec Georges Wilson, Maurice Chevit, Jacques Sereys.
- 2002 : L'Homme en question de Félicien Marceau, réalisation Laurent Préyale, avec Michel Sardou, Brigitte Fossey.
- 2004 : Signé Dumas de Cyril Gély et Éric Rouquette, réalisation de Éric Civanyan, avec Francis Perrin, Thierry Frémont.
- 2005 : Du côté de chez Proust d'après Marcel Proust, adaptation de Jacques Sereys, réalisation de Philippe Miquel, avec Jacques Sereys.
- 2006 : Landru de Laurent Ruquier, réalisation de Roberto Maria Grassi, avec Régis Laspalès, Évelyne Dandry.
- 2012 : À la recherche du temps Charlus d'après Marcel Proust, adaptation de Jacques Sereys, avec Jacques Sereys.

## Metteur en scène
- 1978 : Irma la douce d'Alexandre Breffort, musique Marguerite Monnot, avec Joëlle Vautier, Maison de la culture de Nantes
- 1979 : Faisons un opéra ou Le Petit Ramoneur (Let's make an opera or The Little Sweep), opéra de Benjamin Britten, direction Patrick Juzeau, Carré Silvia-Monfort
- 1981 : Tistou les pouces verts opéra pour enfants (Éditions Billaudot) d'après le conte de Maurice Druon, adaptation Jean-Luc Tardieu, musique Henri Sauguet, direction musicale Jean-Claude Pennetier, Carré Silvia Monfort
- 1982 : Du vent dans les branches de sassafras de René de Obaldia, avec Robert Murzeau, Dora Doll, Maison de la culture de Nantes
- 1982 : À Saint-Germain-des-Prés ou Il n'y a plus d'après évocation musicale avec Mouloudji, Maison de la culture de Nantes
- 1983 : Si Guitry m'était chanté d'après Sacha Guitry, arrangements Gérard Calvi, direction musicale Monique Colonna, avec Joëlle Vautier, Yves Pignot, Pierre Reggiani, Comédie de Paris
- 1983 : Cocteau-Marais d'après l'œuvre de Jean Cocteau, conçu et réalisé par Jean Marais et Jean-Luc Tardieu, pour le vingtième anniversaire de la disparition du Poète, avec Jean Marais, théâtre de l'Atelier puis théâtre Renaud-Barrault, tournées Europe francophone, Allemagne, Italie, Canada, Japon
- 1984 : La Mélodie des strapontins de Pierre Tchernia, paroles de Jacques Mareuil, musique de Gérard Calvi, Direction Gérard Calvi, avec Jean-Paul Farré, Yves Pignot, Joëlle Vautier, Francine Bouffard, Xavier Florent, Sophie Marin-Degor, théâtre Graslin, Opéra de Rennes, Caen, Orléans, Tours, Angers
- 1985 : Harold et Maude de Colin Higgins, adaptation Jean-Claude Carrière, avec Denise Grey, Corinne Marchand, Jean-Christophe Lebert, Espace 44 (Nantes), théâtre Antoine, 3 nominations aux Molières 1987 (meilleure comédienne, révélation masculine, meilleur spectacle de la décentralisation).
- 1986 : Tistou les pouces verts opéra pour enfants (Editions Billaudot) d'après le conte de Maurice Druon, adaptation Jean-Luc Tardieu, musique Henri Sauguet, Espace 44 (Nantes).
- 1986 : Chantecler d'Edmond Rostand, décors Jean-Denis Malclès, costumes Christian Lacroix, avec Michel Le Royer, Caroline Sihol, Jean-Paul Farré, Espace 44 (Nantes) puis Tréteaux de France, Festival d'Anjou, Festivals Carcassonne, Sisteron...
- 1986 : L'Homme de la Mancha de Dale Wasserman, adaptation Jacques Brel, musique Mitch Leigh, direction musicale Olivier Holt, avec Jean Piat, Jeane Manson, Richard Taxy, Espace 44 (Nantes), Théâtre Marigny en 1988.Nomination aux Molières 1988: "Meilleur spectacle musical".
- 1986 : Le Ventriloque opéra de Marcel Landowski, avec Rémy Corazza, Jean-Paul Farré, théâtre Graslin
- 1987 : Thomas More ou l'homme seul de Robert Bolt, adaptation Pol Quentin, avec Daniel Ceccaldi, Marie Dubois, Jean Deschamps, Roger Souza Espace 44 (Nantes)
- 1988 : Marco Millions d'Eugène O'Neill, avec Georges Marchal, Espace 44 (Nantes)
- 1988 : Régulus 93 ou la véritable histoire du citoyen Haudaudine de Catherine Decours, avec Bruno Pradal, Claude Jade, Geneviève Fontanel, Michel Le Royer, Michel Fortin, Espace 44 (Nantes)
- 1989 : A scrabble (La dame, le voleur et le détective) de Henri Rabine-Lear, avec Michel Roux, Annick Blancheteau, François Duval, théâtre de la Renaissance pour TF1
- 1989 : Hernani de Victor Hugo, avec Jean Marais, Jean-Michel Dupuis, Espace 44 (Nantes)
- 1989 : Arsenic et vieilles dentelles de Joseph Kesselring, avec Denise Grey, Jean Bretonnière, tournée
- 1990 : Des journées entières dans les arbres de Marguerite Duras, avec Patachou, Agnès Soral, Michel Le Royer, Jean-Claude Lecas, Espace 44 (Nantes), Centre national de création d'Orléans
- 1990 : Amadeus de Peter Shaffer, adaptation Pol Quentin, avec Daniel Ceccaldi, Stéphane Bierry, Espace 44 (Nantes) puis théâtre Montparnasse
- 1990 : L'Aiglon d'Edmond Rostand, production Jean-Claude Brialy, avec Stéphane Freiss, Macha Méril, Maurice Barrier, Claude Giraud, Festival d'Anjou, Festival de Ramatuelle, Festival d'Ajaccio...
- 1991 : Marius-Fanny-César de Marcel Pagnol, avec Jean-Pierre Darras, Jacques Morel, Geneviève Fontanel, Espace 44 (Nantes) puis Théâtre des Variétés en 1992
- 1991 : La Nuit de Valognes d'Éric-Emmanuel Schmitt, avec Micheline Presle, Mathieu Carrière, Danièle Lebrun, Espace 44 (Nantes) puis Comédie des Champs-Élysées
- 1992 : Sarcophagus de Vladimir Gubariev, adaptation Éric-Emmanuel Schmitt, avec Marina Vlady, Martin Lamotte, Espace 44 (Nantes)
- 1992 : Edwige Feuillère en scène, textes de Paul Claudel, Jean Cocteau, Jean Giraudoux, Edwige Feuillère, adaptation Jean-Luc Tardieu, costumes Loris Azzaro, décors Bernard Evein, Molières 1993 : Molière de la comédienne et Molière du spectacle en région
- 1993 : Zoo de Vercors, avec Darry Cowl, Philippe Clay, Francis Lemaire, Espace 44 (Nantes)
- 1993 : Couleur Arlequin rétro-visions chorégraphiques, avec Éric Vu-An, danseur étoile, Espace 44 (Nantes)
- 1994 : La Folle de Chaillot de Jean Giraudoux, avec Madeleine Robinson, Michel Robin, Annick Alane, Odile Mallet, Marie Daëms, Espace 44 (Nantes)
- 1995 : La Veuve joyeuse de Franz Lehar, costumes Marc Bohan, Opéra de Rennes, Opéra de Rouen, Opéra de Marseille
- 1995 : Un ennemi du peuple d'Henrik Ibsen, adaptation Victor Haïm, avec Marc Jolivet, Nicole Jamet, Philippe Clay, Alain Doutey, Espace 44 (Nantes)
- 1995 : Le Marchand de Venise de William Shakespeare, adaptation Éric-Emmanuel Schmitt, avec Michel Blanc, Isabelle Gélinas, Espace 44 (Nantes)
- 1995 : L'Assemblée des femmes d'Aristophane, adaptation Jean-Luc Tardieu, avec Agnès Soral, Luis Rego, Espace 44 (Nantes), Molières 1996 : nomination Molière du spectacle en région
- 1996 : Des ronds dans l'eau récital théâtralisé de Philippe Clay, conception Jean-Luc Tardieu, direction musicale Bruno Fontaine, Espace 44 (Nantes) puis Théâtre Montparnasse, théâtre Montansier
- 1997 : Don Juan ou la mort qui fait le trottoir d'Henry de Montherlant, avec Georges Wilson, Dominique Paturel, Marc Duret, costumes Christian Lacroix, Espace 44 (Nantes) puis Théâtre de la Madeleine
- 1997 : Le Bonheur à Romorantin de Jean-Claude Brisville, avec Gisèle Casadesus, Daniel Gélin, Bernard Crombey, Thomas Jouannet, Espace 44 (Nantes)
- 1998 : Il est important d'être fidèle d'Oscar Wilde, adaptation Jean-Luc Tardieu, avec Maïa Simon, Annick Alane, Ludivine Sagnier, Chloé Lambert, Francis Lemaire, Espace 44 (Nantes) puis Comédie des Champs-Élysées
- 1998 : Le Sénateur Fox de Luigi Lunari, avec Pierre Mondy, Catherine Rich, Espace 44 (Nantes)
- 1999 : Mon Molière imaginaire, ou quelques vies qui ont été la mienne de et avec Jean-Pierre Darras, sur des textes de Guitry, Claudel, Diderot, Shakespeare, Molière, Théâtre du Rond-Point. Les répétitions ont été interrompues par le décès de Jean-Pierre Darras
- 1999 : Mignon opéra d'Ambroise Thomas d'après Goethe, avec Luisa Islam Ali Zade. Opéra de Nantes et des Pays de Loire
- 2000 : La Tête des autres de Marcel Aymé, avec Jackie Berroyer, Théâtre de Beauvais
- 2000 : [Visites à Mister Green] de Jeff Baron, avec Philippe Clay, Thomas Joussier, Théâtre Alhambra Genève, Espace Rachi, Théâtre La Bruyère, Théâtre Antoine, tournées, Molières 2002 : 3 nominations Molière de la meilleure pièce de création, Molière de la révélation théâtrale, Molière du comédien)
- 2001 : [I do, I do] comédie musicale de Tom Jones (en), adaptation Stéphane Laporte, direction musicale Thierry Boulanger, avec Jean-Paul Bordes, Manon Landowski, Théâtre 14 Jean-Marie Serreau, Palais des congrès de Paris, tournée, Molières 2002 et Molières 2003 : nomination Molière du spectacle musical
- 2002 : Léo de Patrick Lunant, avec Bernadette Lafont, Robert Plagnol, Petit Théâtre de Paris, Molières 2002 : nomination Molière de la révélation théâtrale
- 2002 : L'Homme en question de Félicien Marceau, avec Michel Sardou, Brigitte Fossey, Théâtre de la Porte Saint Martin
- 2003 : Le Vent des peupliers de Gérald Sibleyras, avec Georges Wilson (puis Georges Wod), Jacques Sereys (puis André Falcon), Maurice Chevit (puis André Thorent), Théâtre Montparnasse, Molières 2003 : 4 nominations Molière de l'auteur, Molière du théâtre privé, Molière de la meilleure pièce de création, Molière du créateur de lumières
- 2003 : Signé Dumas de Cyril Gély et Éric Rouquette, avec Francis Perrin, Thierry Frémont, Festival d'Anjou, théâtre Marigny, tournée, Molières 2004 : 4 nominations Molière du metteur en scène, Molière du théâtre privé, Molière de l'auteur, Molière du comédien. Molière du comédien dans un second rôle à Thierry Frémont
- 2003 : Trois chambres à Manhattan d'après Georges Simenon, musique Claude Lombard, avec Nicole Croisille, Patrick Rocca, Opéra royal de Wallonie Liège
- 2004 : Le Sénateur Fox de Luigi Lunari, avec Pierre Mondy, Catherine Rich, théâtre de la Porte-Saint-Martin, Molières 2004 : nomination au Molière de la comédienne
- 2004 : Anne Baquet, Théâtre du Renard
- 2005 : Choses vues (à droite et à gauche et sans lunettes) d'après la correspondance d'Erik Satie, avec Jean-Paul Farré, Frédéric Lodéon (puis Bernard Dhéran). Piano : Michel Runtz. Festival de la Correspondance de Grignan, puis Théâtre de la Gaîté-Montparnasse
- 2005 : Du côté de chez Proust d'après Du côté de chez Swann de Marcel Proust, adaptation Jacques Sereys, avec Jacques Sereys, Théâtre Montparnasse, Molières 2006 : Molière du comédien
- 2005 : Landru de Laurent Ruquier, avec Régis Laspalès, Théâtre Marigny
- 2006 : Au soleil de Daudet d'après Alphonse Daudet, adaptation Jacques Sereys, avec Jacques Sereys, Festival d'Avignon, Théâtre du Balcon, Centre national de création d'Orléans
- 2007 : Vladimir Vissotski ou le vol arrêté d'après le livre de Marina Vlady et l'œuvre de  Vissotski, direction musicale : Constantin Kazanski, avec Marina Vlady, Théâtre des Bouffes du Nord (reprise en 2008)
- 2007 : Démocratie de Michael Frayn, adaptation Dominique Hollier, avec Jean-Pierre Bouvier, Jean-Paul Bordes, Centre national de création d'Orléans
- 2009 : [Vladimir Vissotski]... dans le cadre du [Théâtre de la Nation], [théâtre Meyerhold] Moscou
- 2009 : Cocteau-Marais d'après l'œuvre de Jean Cocteau, conçu et réalisé par Jean Marais et Jean-Luc Tardieu, décors Jean Marais, avec Jacques Sereys, Studio-Théâtre de la Comédie-Française, théâtre de l'Ouest parisien
- 2010 : Padam Padam, la vie de Norbert Glanzberg, avec Isabelle Georges, Frederik Steenbrick. Théâtre La Bruyère, théâtre des Mathurins, théâtre de la Gaîté-Montparnasse, tournées.
- 2010 : Cocteau-Marais Festival d'Anjou, Château du Plessis-Macé
- 2010 : Cocteau-Marais Tournée France-Belgique-Suisse
- 2011 : À la recherche du temps Charlus d'après l'œuvre de Marcel Proust, mise en scène Jean-Luc Tardieu, Studio-Théâtre de la Comédie-Française, Théâtre de l'Ouest parisien
- 2011 : Mémoires d'outre tombe de Chateaubriand, avec Jean-Paul Farré. Festival d'Avignon-Off. Théâtre du Chêne Noir.
- 2012 : Du côté de chez Proust d'après Marcel Proust, adaptation de Jacques Sereys, avec Jacques Sereys. Comédie-Française-théâtre du Vieux Colombier.
- 2012 : À la recherche du temps Charlus d'après Marcel Proust, adaptation de Jacques Sereys, avec Jacques Sereys. Comédie-Française-théâtre du Vieux Colombier.
- 2012 : Vladimir Vissotski, ou le vol arrêté avec Marina Vlady. Tournée en Russie, Estonie, Lettonie, Lituanie...
- 2012 : Napoléon, au rapport de Soizik Moreau. Théâtre de La Huchette.
- 2012 : Broadway en chanté avec Isabelle Georges, Frederik Steenbrink. Théâtre La Bruyère, puis théâtre Déjazet.
- 2012 : Du côté de chez Proust (reprise) Comédie Française-Théâtre du Vieux Colombier.
- 2012 : À la recherche du temps Charlus (reprise) Comédie Française-Théâtre du Vieux Colombier.
- 2013 : Broadway en chanté. Tournée.
- 2013 : Comme un arbre penché de Lilian Lloyd, sur une idée originale de Michel Leeb, avec Francis Perrin, Gersende Perrin, théâtre La Bruyère.
- 2013 : Les vaisseaux du cœur d'après Benoîte Groult, avec Josiane Pinson et Serge Riaboukine. Théâtre du Petit Montparnasse.
- 2014 : Si Guitry m'était conté d'après Sacha Guitry, adaptation de Jacques Sereys. Avec Jacques Sereys. Studio-Théâtre de la Comédie Française.
- 2014 : Si Guitry m'était conté reprise au théâtre du Petit Montparnasse.
- 2015 : Si Guitry m'était conté, suite au Théâtre du Petit Montparnasse,
- 2015/2016 : Si Guitry m'était conté - Festivals, Tournée.

Jean-Luc Tardieu a mis fin à ses activités professionnelles.